# Кам'яні Могили
Ця стаття про заповідник «Кам'яні Могили» у Донецькій області. Існує також заповідник «Кам'яна Могила» у Запорізькій області поблизу Мелітополя.
«Кам'яні́ Моги́ли» — відділення Українського державного степового природного заповідника Національної академії наук України. 
Район урочища Кам'яні Могили має велику геологічну, біологічну, історико-археологічну, художньо-емоційну та пізнавально-рекреаційну цінність. 

## Етимологія. Історія створення

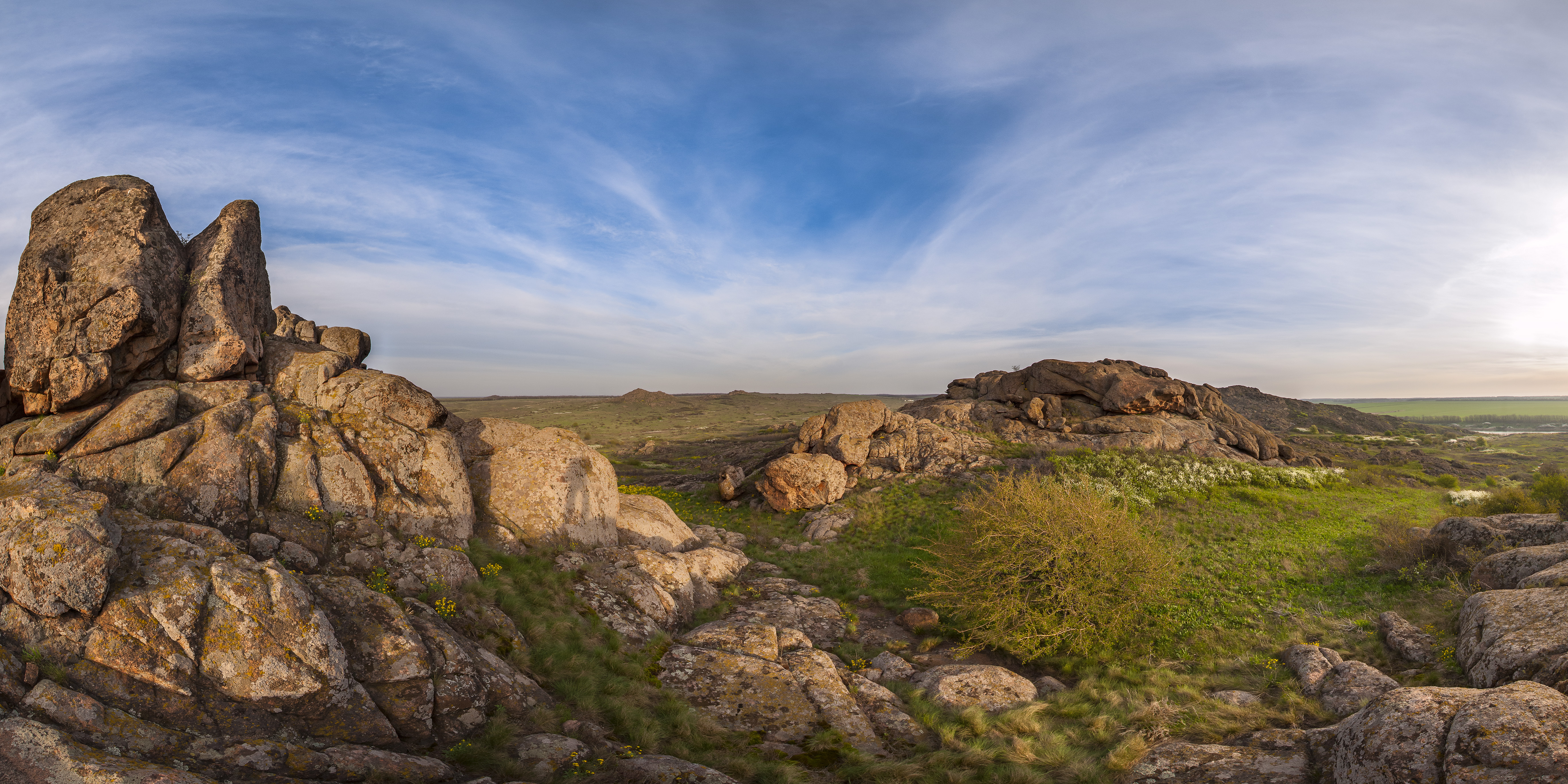

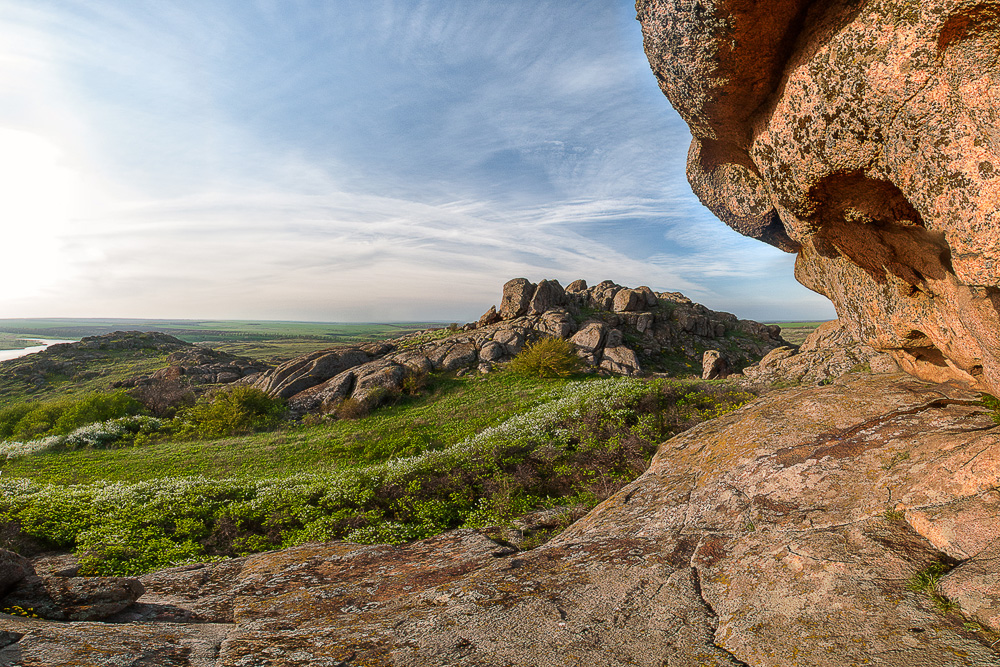

Відділення «Кам'яні Могили» у ландшафтному відношенні знаходиться у межах однієї з останцово-привододільної місцевостей Приазовської височинної області Приазовської височинної області. Місцевості, не займаючи великих площ, надають цій області своєрідного вигляду. Для них характерні денудаційні останці («могили») і пасма, складені кристалічними породами або продуктами їх вивітрювання. Нинішня заповідна територія отримала свою назву одного з цих місцевостей —  урочища Кам'яні Могили.
Думка про необхідність заповідання Кам'яних Могил вперше була висловлена ботаніками М. В. Клоковим і Є. М. Лавренком, які відвідали урочище в 1923—1924 рр. У 1925 році урочище вивчав Ю. Д. Клеопов, який також говорив про необхідність створення тут заповідника. У 1927 році Кам'яні Могили були оголошені заповідником місцевого значення, а в 1947 року — заповідником республіканського значення. У 1961 році заповідник «Кам'яні Могили» увійшов до складу Українського державного степового природного заповідника.
Зважаючи на попередню історію, Кам'яні Могили продовжують називати заповідником, що створює певну плутанину з іншою історико-культурною пам'яткою з подібною назвою — Національним історико-археологічним заповідником «Кам'яна Могила», розташованою у Мелітопольському районі Запорізькій області.

## Географія

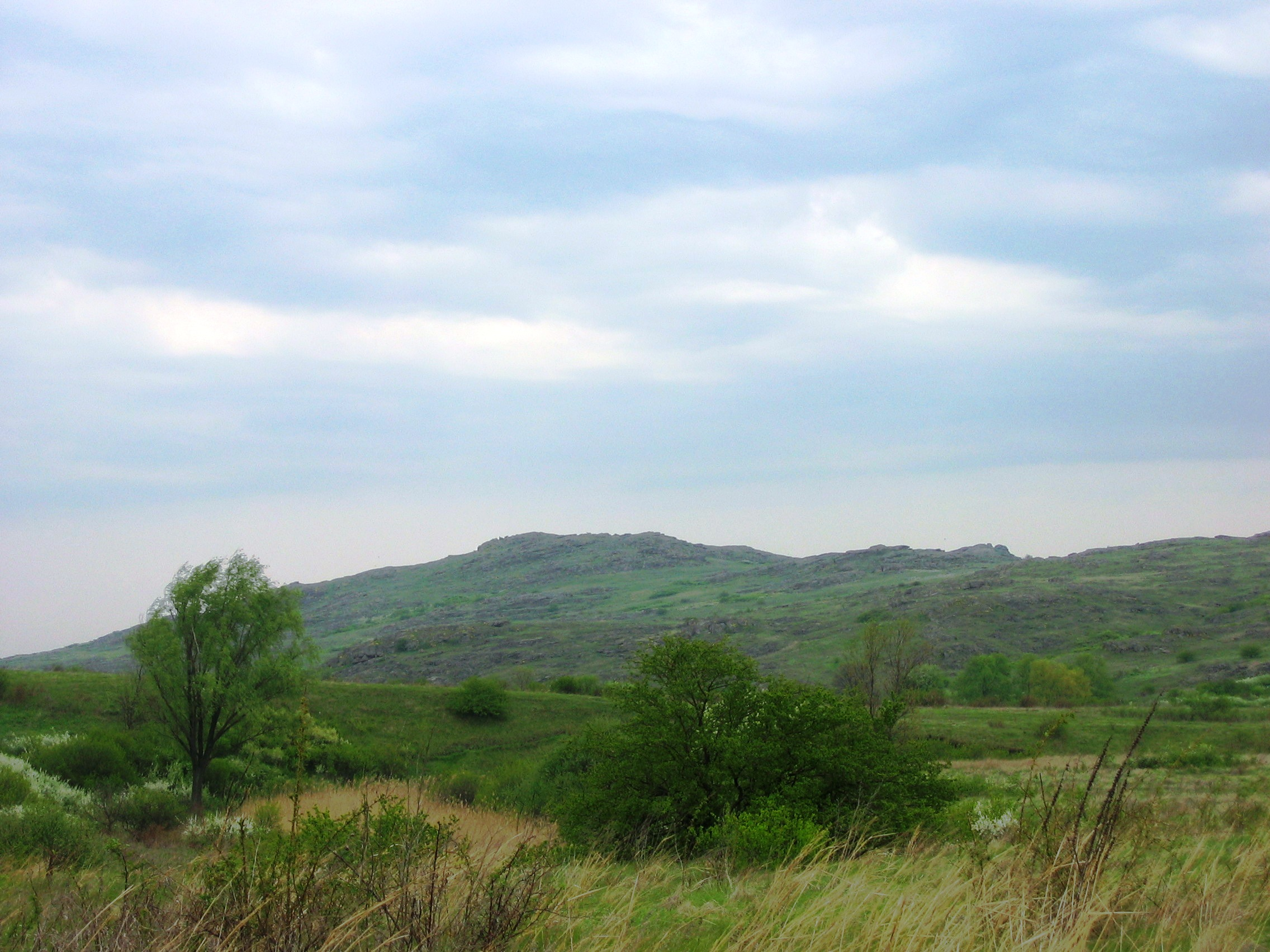
Вид на східну грядину Кам'яних могил з боку села Назарівка, перед дамбою на річці Каратиш

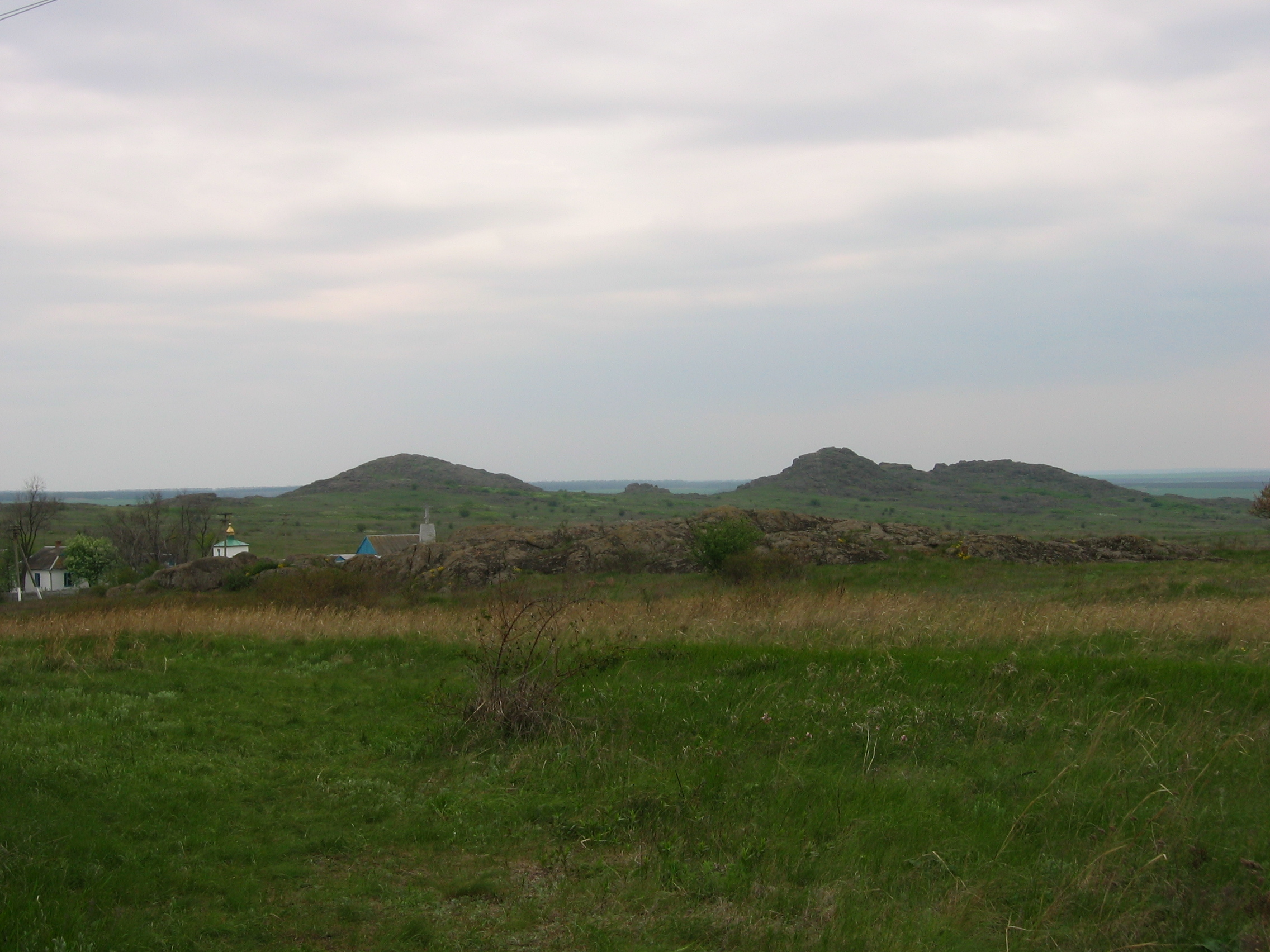
Вид на східну гряду Кам'яних могил з заходу

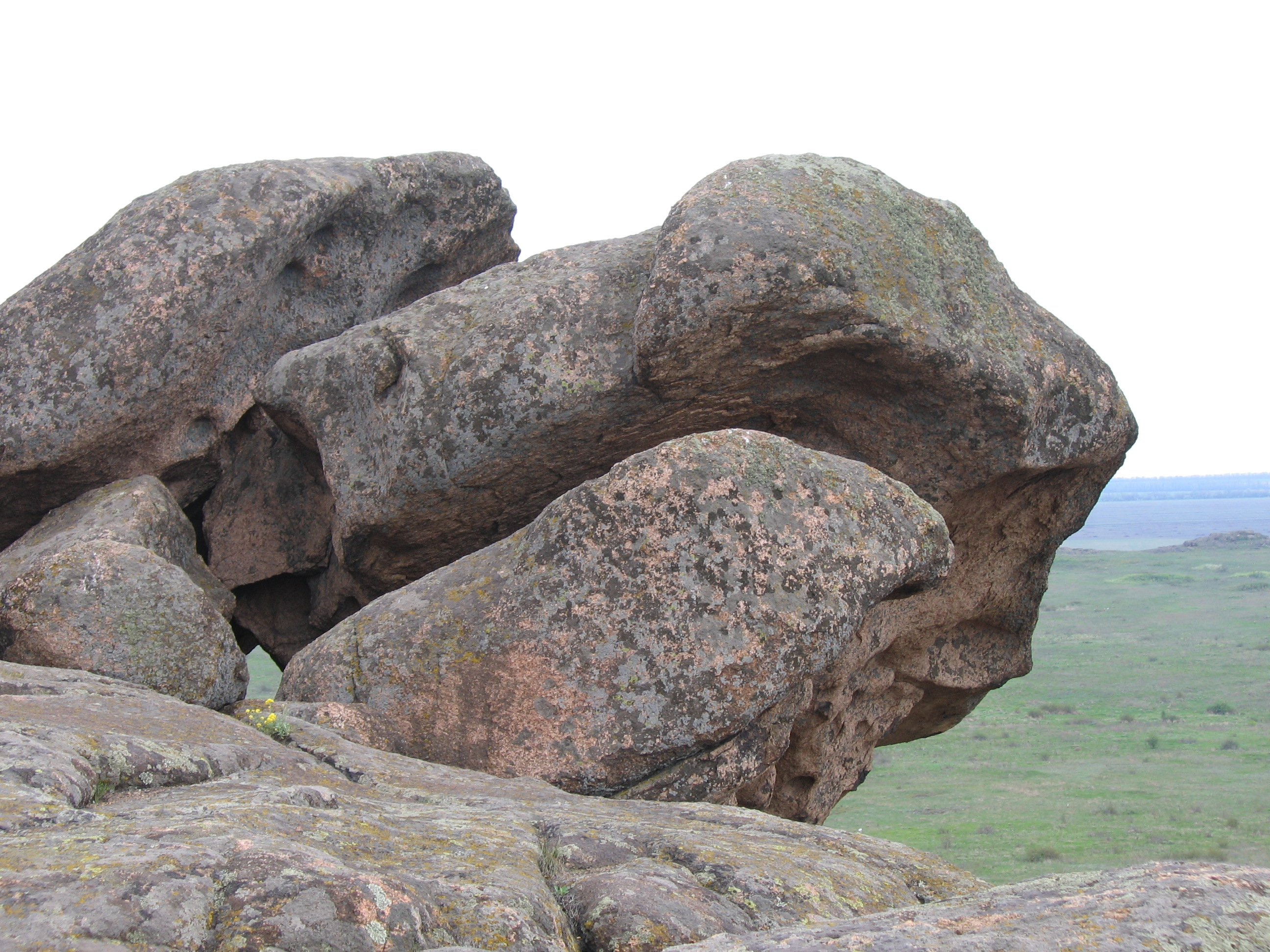
Нагромадження гранітних брил біля скелі Жаба

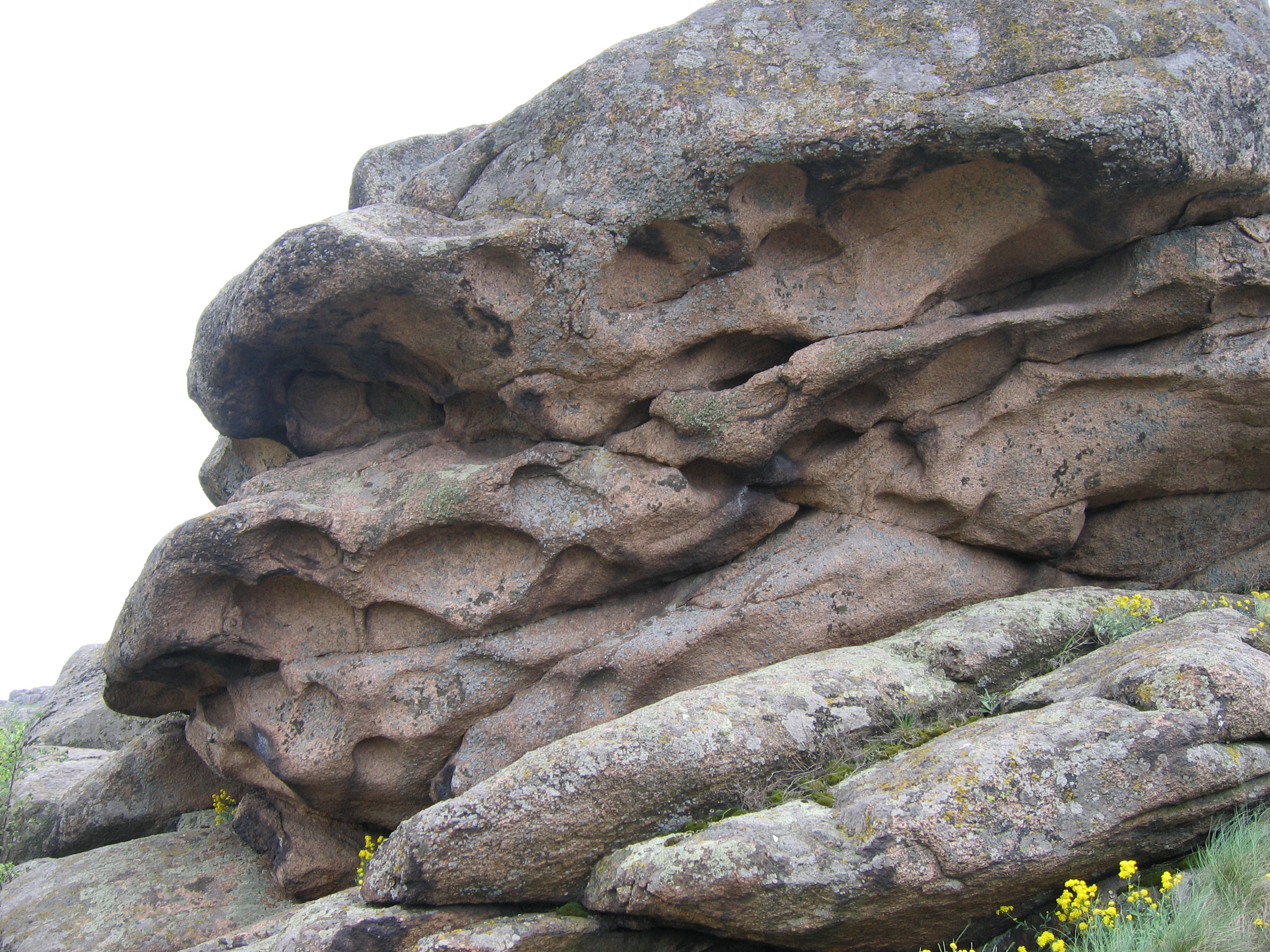
Результат процесів вивітрювання та ерозії гранітних скель

Заповідник розташований на кордоні Донецької та Запорізької областей, неподалік від села Назарівка Маріупольського району. Загальна площа заповідника становить близько 400 га (з них майже 300 га входить до складу Донецької області й 100 га — Запорізької), велика частина якої, близько 200 га, припадає на виходи граніту. Інша частина вкрита різнотравно-типчаково-ковиловим та кам'янистим степом. 
Географічно заповідник розташовано на Приазовській височині, у верхів'ях річки Каратиш, притоки річки Берда. Знаходиться на виходах порід Азово-Подільського кристалічного масиву, що є частиною Українського кристалічного щита. Кам'яні могили являють собою потужні скельні виходи, що височіють на 50-70 метрів над навколишнім степом. Загалом, з загальної площі заповідника близько 200 гектарів приходиться на виходи гранітів. За площею і висотою — це найбільша інтрузія в Донбасі й Приазов'ї. Граніти, з яких складені гряди, унікальні за хімічним складом та фізичною структурою та не мають аналогів у світі. Їх вік близько 2 мільярдів років.
Пасмо гір представлене Західною і Східною грядами з абсолютною висотою окремих вершин до 100 метрів (колись їх висота сягала 3-5 км).
Кожна з гряд має вид ланцюжка, що простягнулися з південного сходу на північний захід уздовж правого берега Каратишу. Ланками кожної гряд є гранітні окремості, різні по висоті й розмірам. Поверхні їх найчастіше відпрасовані, округлі, зустрічаються обриви, скелі з різкими обрисами й найрізноманітнішими формами вивітрювання.
Східна гряда більше Західної, схили її круті, багато глибоких знижень, ущелин, хаотичних накопичень брил. У Західної гряди обриси спокійніші. Абсолютна висота однієї з її вершин — 318 метрів. Це найвища точка заповідника і навколишніх територій. Всього можна виділити п'ять окремих найбільших вершин.
У міжгрядній частини заповідника граніти залягають досить глибоко. По центру улоговини проходить сухе річище річки Каратюк. На півночі та півдні цю місцевість прорізують глибокі яри, що впадають у річку Каратиш.
Гранітні виходи знаходяться під впливом вивітрюваних, ерозійних процесів. То ж кожна брила виглядає неповторною і дивовижною. Протягом століть сонце, вітер і вода додали їм найрізноманітніші обриси, у м'яких вечірніх сутінках ці кам'яні химери особливо вражають. Можливо, саме тому кожна з п'яти вершин Кам'яних Могил має свою назву і навіть властивості, власне як і багато скель та навислих брил.

## Рослинний покрив

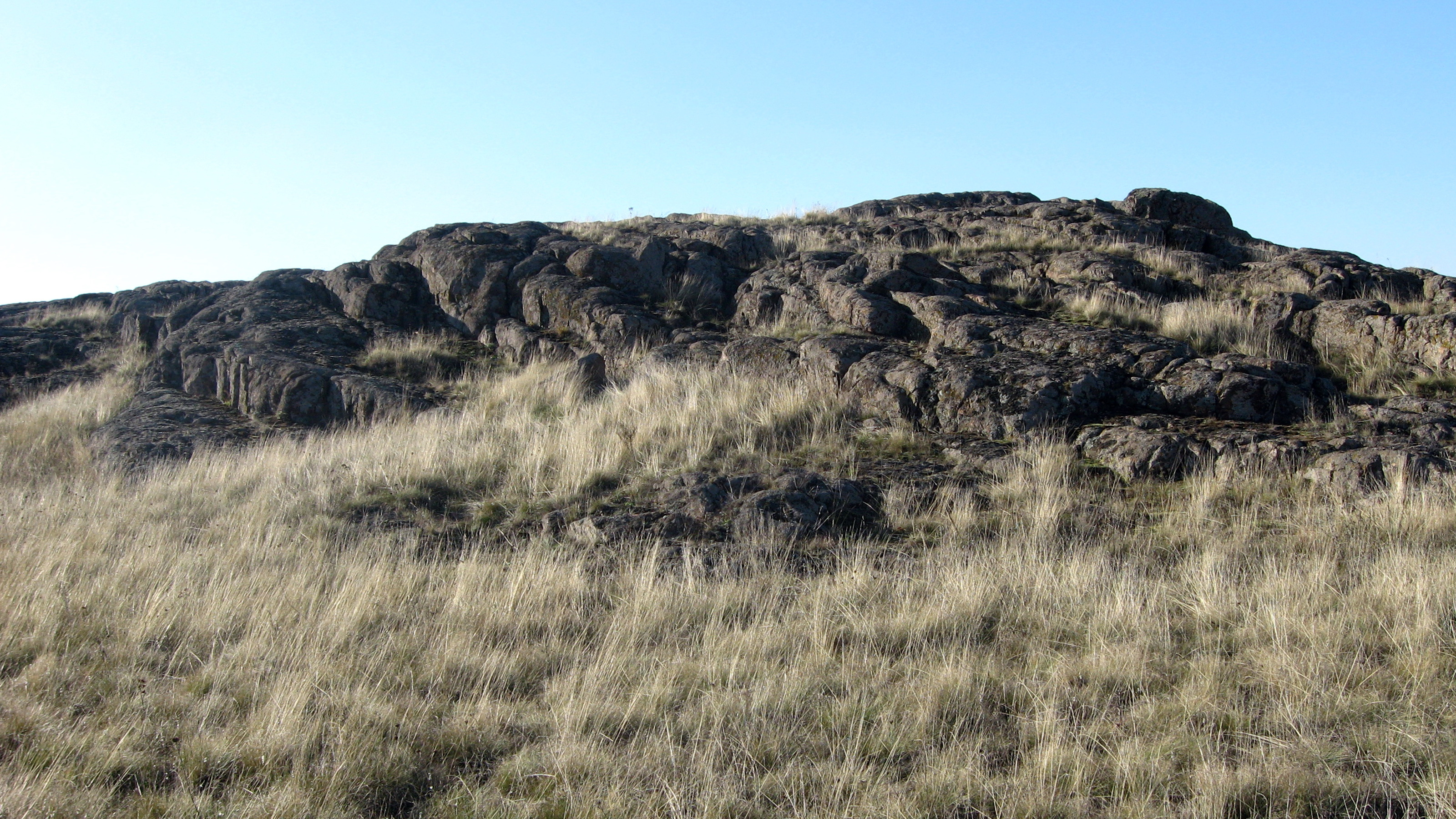
Петрофітний степ

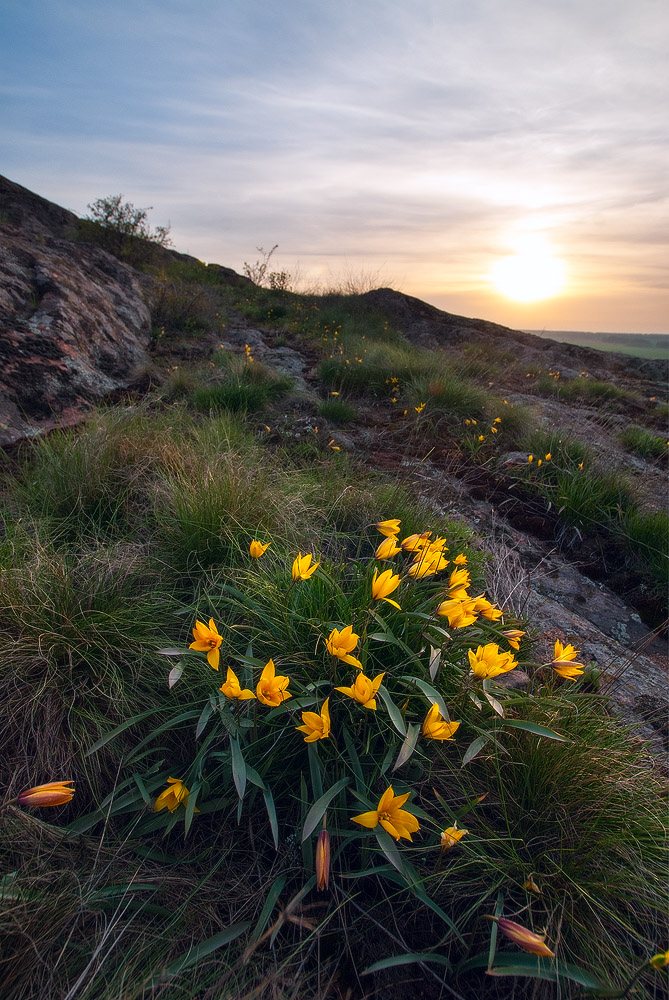
Тюльпан дібровний

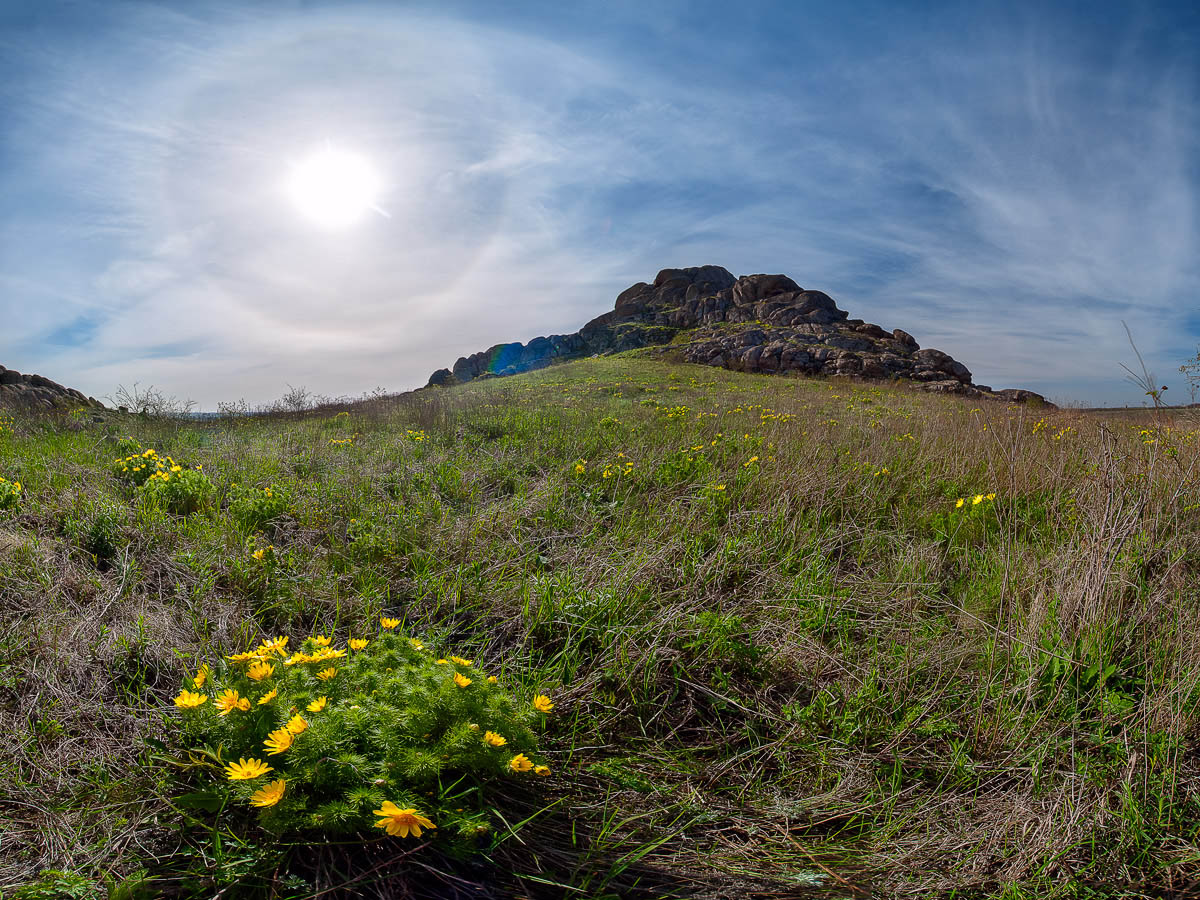
Горицвіти

Велика розчленованість місцевості обумовила неоднорідність ґрунтового і рослинного покриву, а різний ступінь зволоження створює умови для існування скельної, степової, лучної рослинності тощо.
На рівнинних ділянках заповідника розташовані справжні різнотравно-типчаково-ковилові степи, у підніжжя гранітних гряд розвиваються кам'янисті степи, на гранітах поширена скельна рослинність, у долині річки Каратиш — лучно-болотна, а місцями й деревинно-чагарникова. 
У складі різних рослинних асоціацій заповідника нараховується 464 види рослин. Серед них виділяються деревій голий і волошка несправжньоблідолускова — вузько ареальні реліктові ендеміки, які крім території заповідника більш ніде не трапляються. Скелі вкриті 8 видами мохів та папоротей, серед яких є представники північної флори вудсія альпійська й багатоніжка звичайна. Найближчий із сусідніх осередків вудсії альпійської розташований за 1000 км від території заповідника. На невеликих луках можна зустріти косарики тонкі та орхідеї. 
Загалом зелений світ заповідника своєрідний, у ньому безліч рідкісних і не характерних для півдня України рослин. Тут зростають 18 видів рослин, занесених до Червоної книги України.

## Тваринний світ
Різноманітний і цікавий тваринний світ заповідника. Тут живуть лисиці, зайці, їжаки, сліпаки тощо, багато ящірок і гризунів, зустрічаються степова гадюка, водяний і звичайний вужі. Чутки про велику кількість отруйних гадюк не відповідають істині. Робітники заповідника зрідка бачать цих змій під час розмноження, коли утворюються клубки. А в інші пори року гадюки харчуються поза межами охоронної території. Зазвичай, вони не агресивні, і якщо їх не лякати й не наступати, то вони не вкусять. Однак під час прогулянок все ж таки краще уважно дивитися під ноги.
У заповіднику мешкає близько 3000 видів комах. Також багата орнітофауна Кам'яних Могил. Найпоширеніші види птахів — жайворонки, лучні трав'янки, кам'янки, сірі куріпки та фазани. 

## Історія
Кам'яні могили також є цінним з історико-археологічної точки зору. На сьогодні відомо, що в стародавні часи це урочище було культовим для представників ямних, катакомбних і зрубних культур. По всьому периметру заповідник оперезаний поховальними курганами цих стародавніх культур та цивілізацій. Цікаво, що безпосередньо на території гранітних виходів Кам'яних могил не було знайдено жодного поховання.

### Битва на Калці
Серед істориків нині популярною є версія, що саме поблизу Кам'яних Могил 31 травня 1223 року відбулася сумнозвісна битва на Калці, за участі війська київського князя Мстислава Романовича та монголо-татарської орди. За свідченнями древніх літописів, загинув кожен четвертий русич, а саме кровопролитне побоїще продовжувалося близько 10 днів.
У четвертому Новгородському літописі про це сказано: «Бысть на Калках брань великая…». Вважають, що мова йде про річку Кальчик з його припливами Малий Кальчик і Калець. А «місце кам'янисте», на якому стояв табір київського князя — саме Кам'яні Могили. Високо піднімаються над степом гранітні гряди, зі сходу захищені річкою Каратиш, вони були гарним місцем для укріпленого табору.
Крім того, за даними історика Я. П. Новицького:
|  | До цих могил, було часто завертав архирей Гавриїл в тридцятих годах. Біля могил, кажуть, був колись татарський город, та запорожці зруйнували. Ями та бугри, де були татарські мечеті, і тепер знать. |

Цієї версії також тримаються українські церкви (КП, МП та УГКЦ) та Українське Реєстрове Козацтво. Спільними зусиллями на території заповідника була споруджена каплиця та меморіальний хрест у пам'ять про воїнів, що загинули в цих місцях під час битви з монголо-татарською ордою. Віднедавна стало традицією кожен рік в останні вихідні травня влаштовувати спомини за загиблими у тій страшній битві. Збирається багато зацікавлених людей, паланкове козацтво з України та Кубані. Починається дійство біля каплиці з відправлення панахиди за загиблими в боротьбі за свободу вітчизни. Основні ж події відбуваються на галявині біля мальовничого заповідного озера. За усталеною традицією проводять посвяту в козаки, а молодих хлоп'ят — в джури. Проходить демонстрація козацьких єдиноборств та бойових умінь. А гарному настрою гостей і учасників свята завжди сприяє сонячна погода. Всі охочі можуть покуштувати козацької каші, яку готують в польових кухнях.
Одним з ініціаторів такої традиції був колишній гетьман Українського Реєстрового Козацтва Шевченко А. І..
Про територію заповідника існує декілька дуже цікавих легенд. Одна з них говорить про те, що колись на місці цієї гірської країни було розташоване велике місто зі своїм королівством, але за якихось обставин злий чаклун зачарував його. Існує деякий спосіб, як розчарувати це місто, але й досі ніхто з людей так і не зміг цього зробити.

## Туризм
На теренах Кам'яних Могил створено багато витворів образотворчого і літературного мистецтв, художніх фоторобіт, відеофільмів, ведеться постійна наукова і просвітницька робота. Кам'яні Могили відвідують щорічно близько 15000 туристів.
Урочище Кам'яні Могили — це гірська країна в мініатюрі. Вона навдивовижу контрастує з навколишніми степами своєю величною монументальністю. Тут можна побачити цілу купу природних скульптур і витворів з каменю, які сприймаються як фантазії художників. Є невеликі гроти, мальовничі долини й ціла низка казкових краєвидів. Саме тут, в джерелах, виявлена найсмачніша вода в Приазов'ї. Ця місцевість бадьорить і заряджає відвідувачів цілющою енергетикою, чарує незрівнянними ароматами та незайманістю степових трав.
З ранньої весни до пізньої осені заповідник відвідується туристами. Він зустрічає її кольоровим килимом трав, незвичайною красою гранітних пасом, повітрям, просякнутим пахощами квітів.
Навесні (зазвичай, на травневих святах) степ у заповіднику квітне. Це незвичайне явище заворожує погляд багатьох туристів, що приїжджають сюди. У цей період Кам'яні Могили іноді порівнюють із Долиною нарцисів на Закарпатті чи Долиною тюльпанів на півночі Донецької області.